# Guy Ier de Campdavaine
Pour les articles homonymes, voir Guy Ier.
 (février 2013).
Si vous disposez d'ouvrages ou d'articles de référence ou si vous connaissez des sites web de qualité traitant du thème abordé ici, merci de compléter l'article en donnant les références utiles à sa vérifiabilité et en les liant à la section « Notes et références ».
Guy Ier de Campdavaine, comte de Saint-Pol, est le fils aîné de Hugues Ier de Campdavaine et de Clémence.

## Biographie
En 1070, il succède à son père comme comte de Saint-Pol, d'abord sous la tutelle de son beau-père, Arnold, baron d'Ardres. À la mort de Clémence, survenue en 1078, Arnoul retourne s'occuper de sa baronnie et laisse le gouvernement du comté à Guy.
En 1071, il participe à la bataille de Cassel, dans laquelle Robert Ier de Flandre vainc l'armée du roi de France Philippe, venu au secours de Richilde de Hainaut.
Demeuré célibataire, Guy meurt en 1083. Son frère Hugues lui succède.